# Dupoa
Dupoa là một chi thực vật có hoa trong họ Hòa thảo (Poaceae). Nó còn có một cái tên khác là ×Paradupontopoa.

## Loài
Chi Dupoa gồm các loài:
- Dupoa ×labradorica
- ×Dupoa labradorica